# Szepty
Szepty (ang. The Awakening) – brytyjski horror z 2011 roku w reżyserii Nicka Murphy’ego. W filmie występują Rebecca Hall, Dominic West i Imelda Staunton.
Światowa premiera filmu odbyła się 11 listopada 2011 roku, natomiast w Polsce odbyła się 15 czerwca 2012 roku.

## Opis fabuły
Anglia, 1921 rok. Florence Cathcart (Rebecca Hall) w swoich książkach potępia spirytystów i ich próby nawiązywania kontaktów z duchami. Pewnego dnia zostaje wezwana do położonej w odludnym Rookwood szkoły z internatem. Ma tam zbadać sprawę rzekomego ukazywania się ducha małego chłopca. Po przybyciu na miejsce pisarka dochodzi do wniosku, że pojawianie się zjawy jest żartem uczniów. Ma zamiar opuścić Rookwood, gdy... zdarza się coś, co wywraca jej życie do góry nogami. Florence podejmuje decyzję, że zostanie w szkole i za wszelką cenę dotrze do prawdy.

## Obsada
- Rebecca Hall jako Florence Cathcart
- Dominic West jako Robert Malory
- Imelda Staunton jako Maud Hill
- Lucy Cohu jako Constance Strickland
- John Shrapnel jako Reverend Hugh Purslow
- Shaun Dooley jako Malden McNair
- Diana Kent jako Harriet Cathcart